# 福州市博物馆
福州市博物馆是福建省福州市的地志博物馆，本部位于晋安区文博路8号，另下设7个馆所。福州市博物馆成立于1987年，最初依托于山大士殿办展，2000年新馆竣工后迁入现址。2009年，福州市博物馆入选中华人民共和国国家二级博物馆。

## 历史沿革
福州市博物馆始成立于1987年，馆址设在于山大士殿及其东西两侧的护国寺及真龙庵。1997年，中共福州市委、福州市人民政府決定籌建福州博物館新館，1999年12月底新馆竣工，并在2000年元旦正式对外开放。2001年至2002年，福州市博物馆先后入选福州市第三批爱国主义教育基地及第三批国防教育基地。
2004年文博机构改革后，闽王祠、福州文庙、邓拓故居、林觉民冰心故居、严复故居和华林寺保管所，以及福州辛亥革命纪念馆（即于山大士殿）机构悉数并入福州市博物馆。2009年，福州博物馆被國家文物局评为首批国家二级博物馆，同年，林觉民冰心故居和严复故居保管所被划归三坊七巷管理委员会管理。2016年，陈绍宽故居保管所划归福州市博物馆管理，同年，福州海上丝绸之路展示馆（依托文儒坊尤氏民居办展）成立，隶属福州市博物馆管理。

## 展览规模

### 本馆

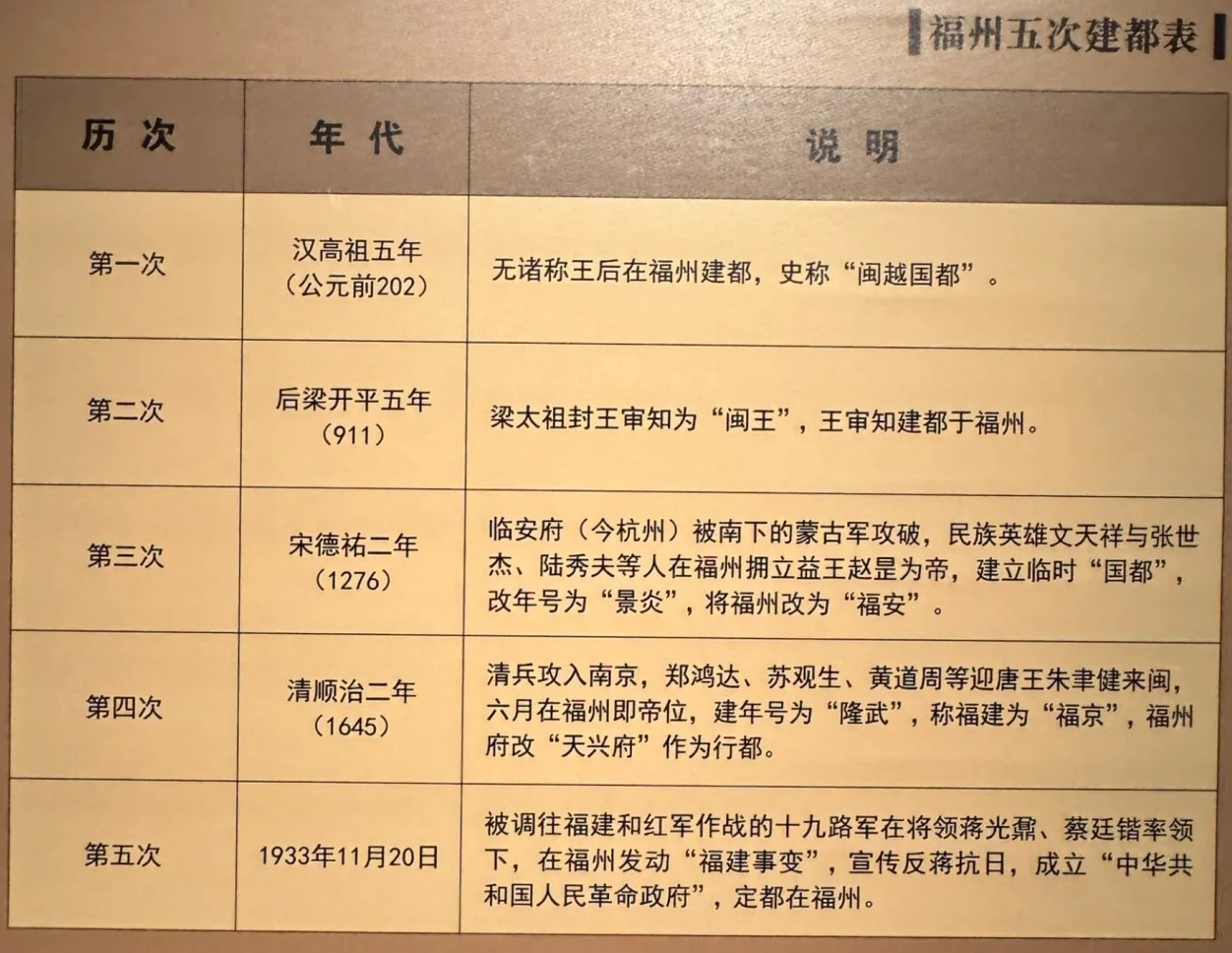
福州市博物馆陈列的“福州五次建都表”

福州市博物馆馆舍位于晋安区文博路8号，以福州古民居作为设计元素，整体形似展翅的鹰，总体面积10688平方米（16.3亩，其中地下建筑面积915平方米），占地9650平方米（14.47亩）。内部沿中轴线对称，呈内院式布局，具有狭长天井结构，展厅呈“品”字形排列。建筑整体分三层，部分有四、五层及地下层，除作为展厅的二、三层外，地下为人防工程，与设备用房合计使用1019平方米的面积；一层为文物库房及车库，面积分别为1533平方米及114平方米；四、五层则为业务用房，使用面积2048平方米。博物馆内有藏品8014件（套），其中国家一级文物18件（套），二级文物37件（套），三级文物2589件（套），包括寿山石雕、玉器、青铜器、陶瓷器、丝织品、字画、木雕和漆器等品类。
二、三层为展厅，展陈面积达5457平方米，固定展出的基本陈列包括展出约600件藏品的“闽都华章——福州历史文化陈列”，以及展出40余件藏品的“海丝门户有福之州——福州‘海上丝绸之路’文化遗产专题展”。福州市博物馆亦多次举办各类主题的临时展览，主题涵盖与毛泽东、新四军相关的革命图片展，沿海水下出土的文物展览，以及展现闽都文化的各类文物展览，此外，福州市博物馆亦曾与福建省内及陕西、广东、内蒙古等省区内的各类博物馆联合办展。

### 附属馆所
在本馆之外，福州市博物馆下辖7个馆所，分别是福州文庙保管所、华林寺保管所、闽王祠保管所、邓拓故居保管所、陈绍宽故居、福州辛亥革命纪念馆和福州市海上丝绸之路展示馆。

#### 宫庙
福州文庙位于鼓楼区圣庙路10号，为旧时学宫及祭孔场所，目前是全国重点文物保护单位。文庙内设有“福州古代教育史展”，介绍福州地区的教育发展史，内展有王仁堪及蔡元培殿试卷、状元牌匾、福建乡试中举名录等展品；华林寺位于华林路78号，被认为是长江以南现存最古老的木构建筑，内设有与福州大学建筑学院联合举办的“福州古民居选萃展”，介绍福州古民居的相关知识，以及福州境内具有代表性的古建筑信息；闽王祠位于庆城路22号，内设“绍越开疆——王审知专题展”，展示闽国开国君主王审知及其后代统治福建期间对福州经济、政治和文化的影响。

#### 故居
邓拓故居位于鼓楼区第一山弄7号，是中共早期新闻学家邓拓长大的地方，设有“邓拓生平史迹展”，展陈面积380平方米，介绍展示其生平记事和书法作品；陈绍宽故居位于仓山区城门镇胪雷村东洋路182号福州南站旁，是福州籍海军将领陈绍宽在早年生活地以及抗日战争后避世而居的房舍，占地754平方米，2017年修复后开放“陈绍宽生平展”，展示陈绍宽的生平记事。

#### 其他
福州辛亥革命纪念馆依托原福州市博物馆所在的于山大士殿办展，内设“辛亥革命与福州”“福州辛亥革命仁人志士图片展”两个展览，展示福州辛亥革命及相关人物的历史记事，2021年经重修后增设“于山揽胜展”。福州市海上丝绸之路展示馆位于三坊七巷的文儒坊17号尤氏民居内，内设“福地宝船·海丝帆影”展览，展示福州的造船技术与历史、海岸出土文物等内容。

## 图集

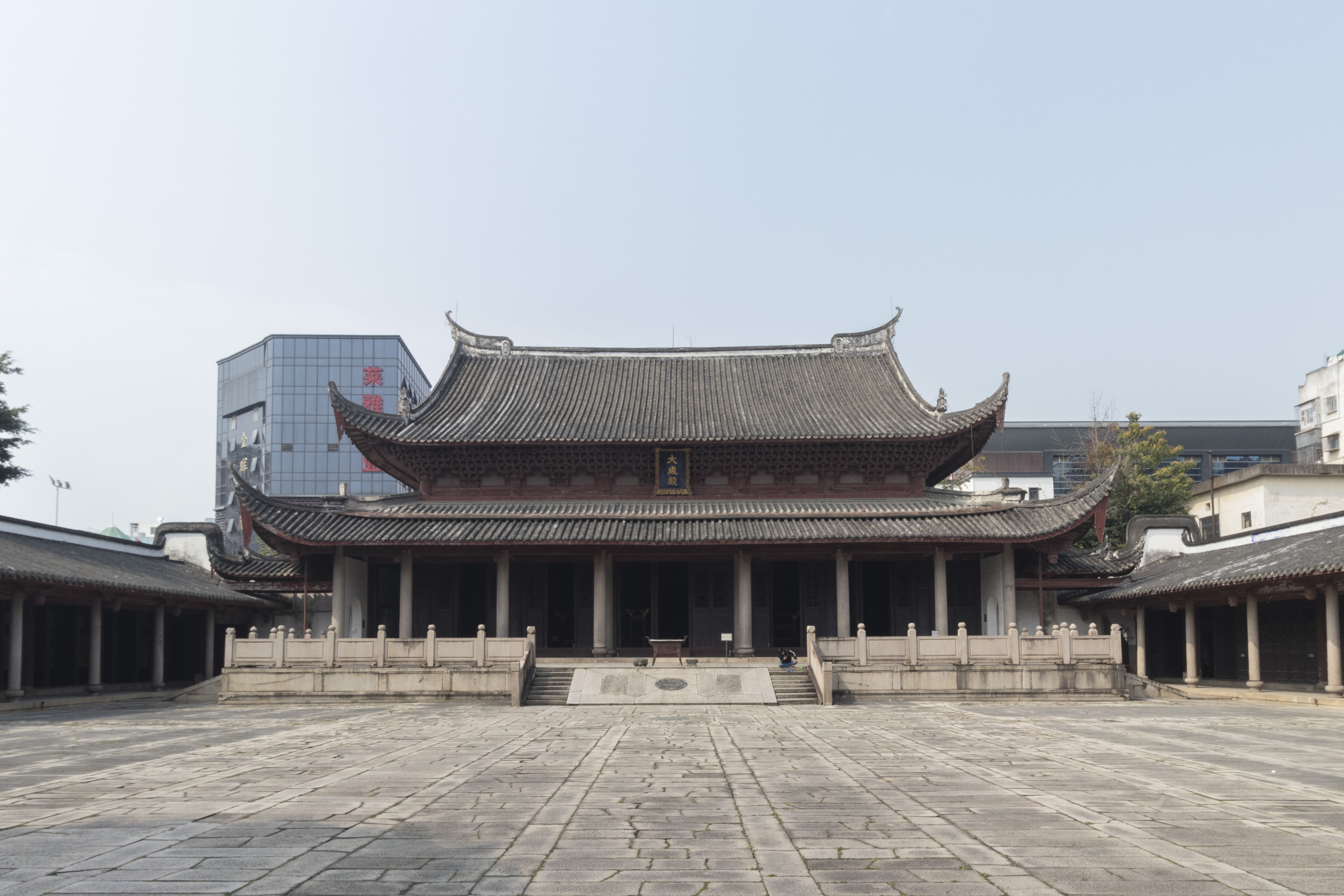
福州文庙的大成殿，庙内设“福州古代教育史展”
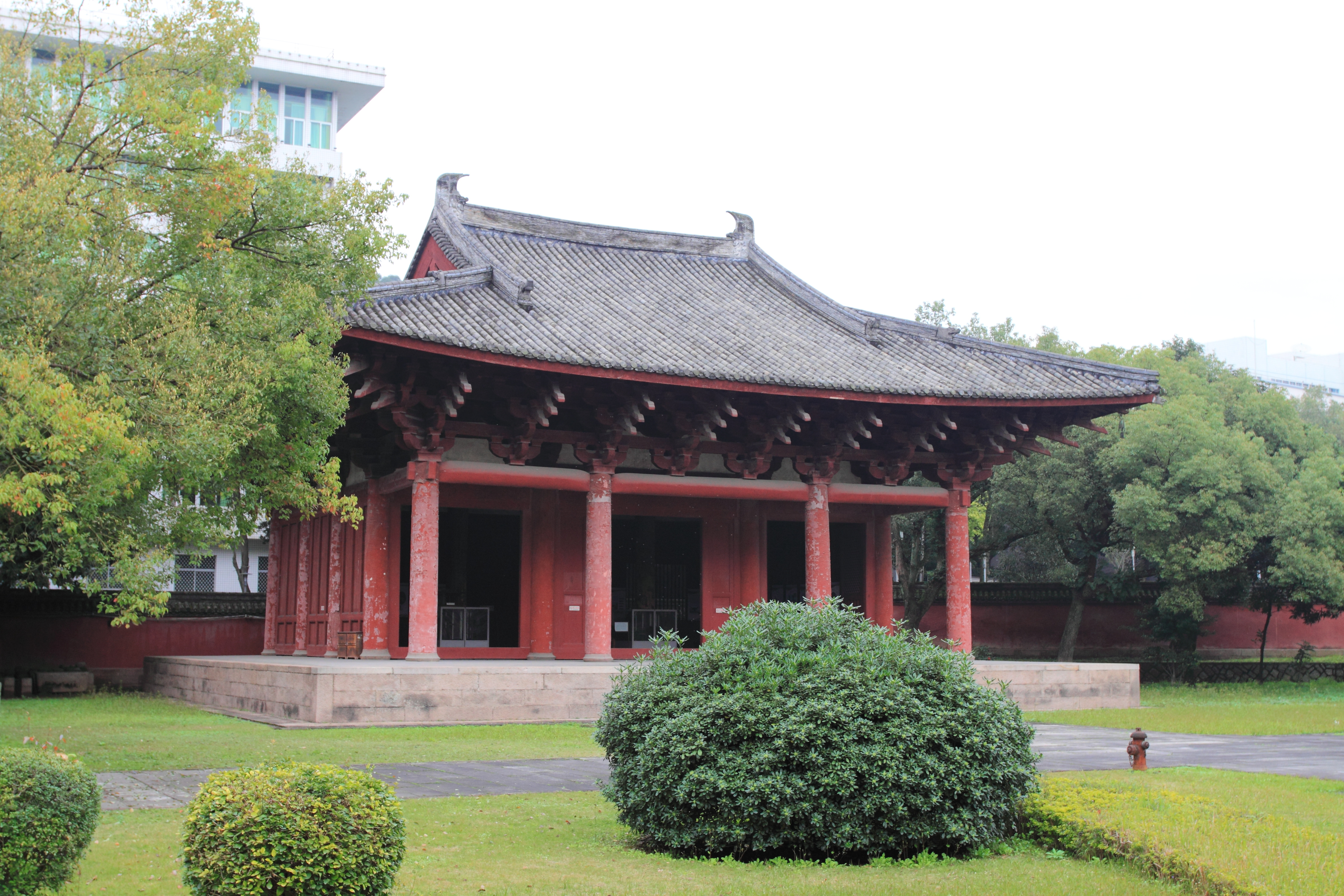
华林寺的大殿，寺内设“福州古民居选萃展”。
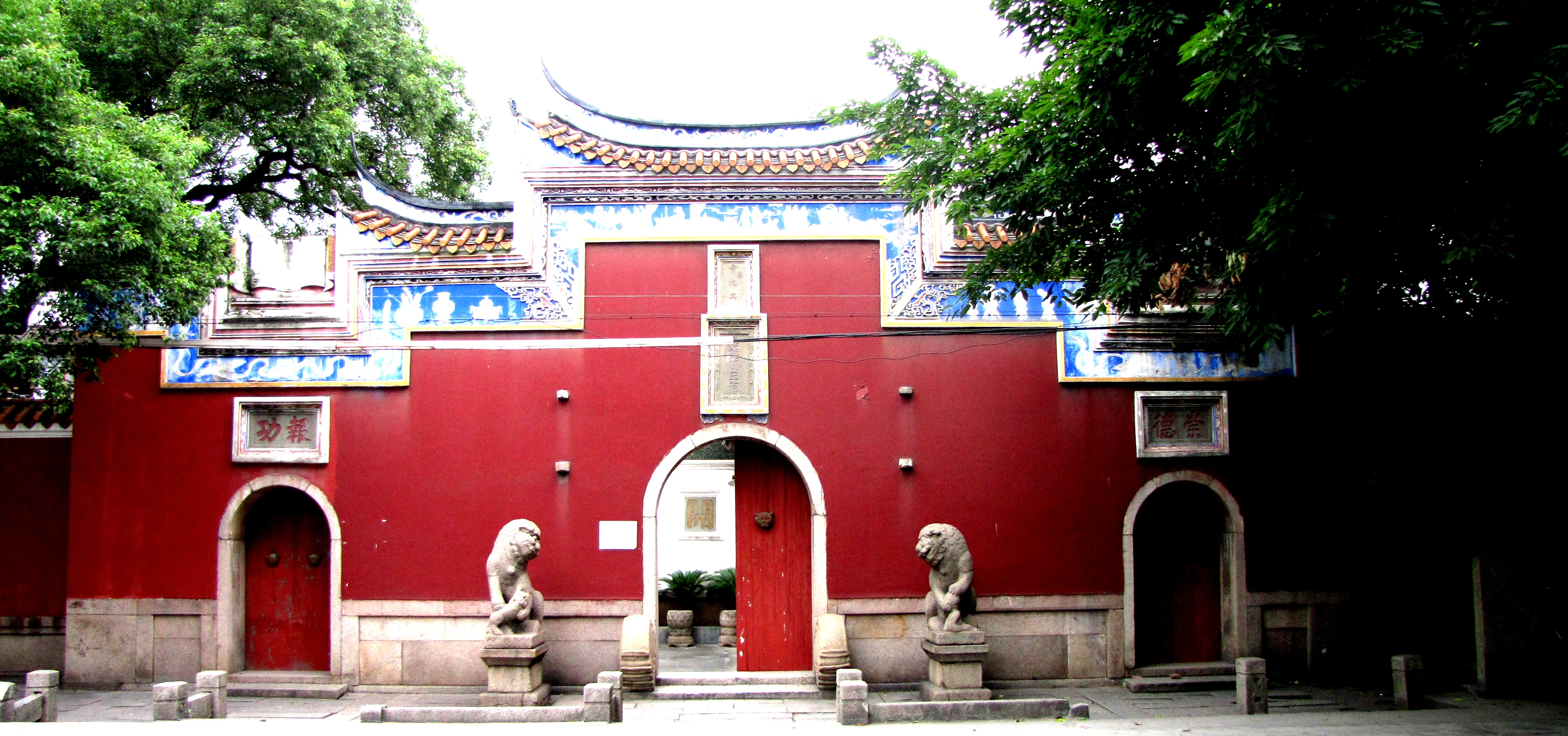
忠懿闽王祠，内设“绍越开疆——王审知专题展”。
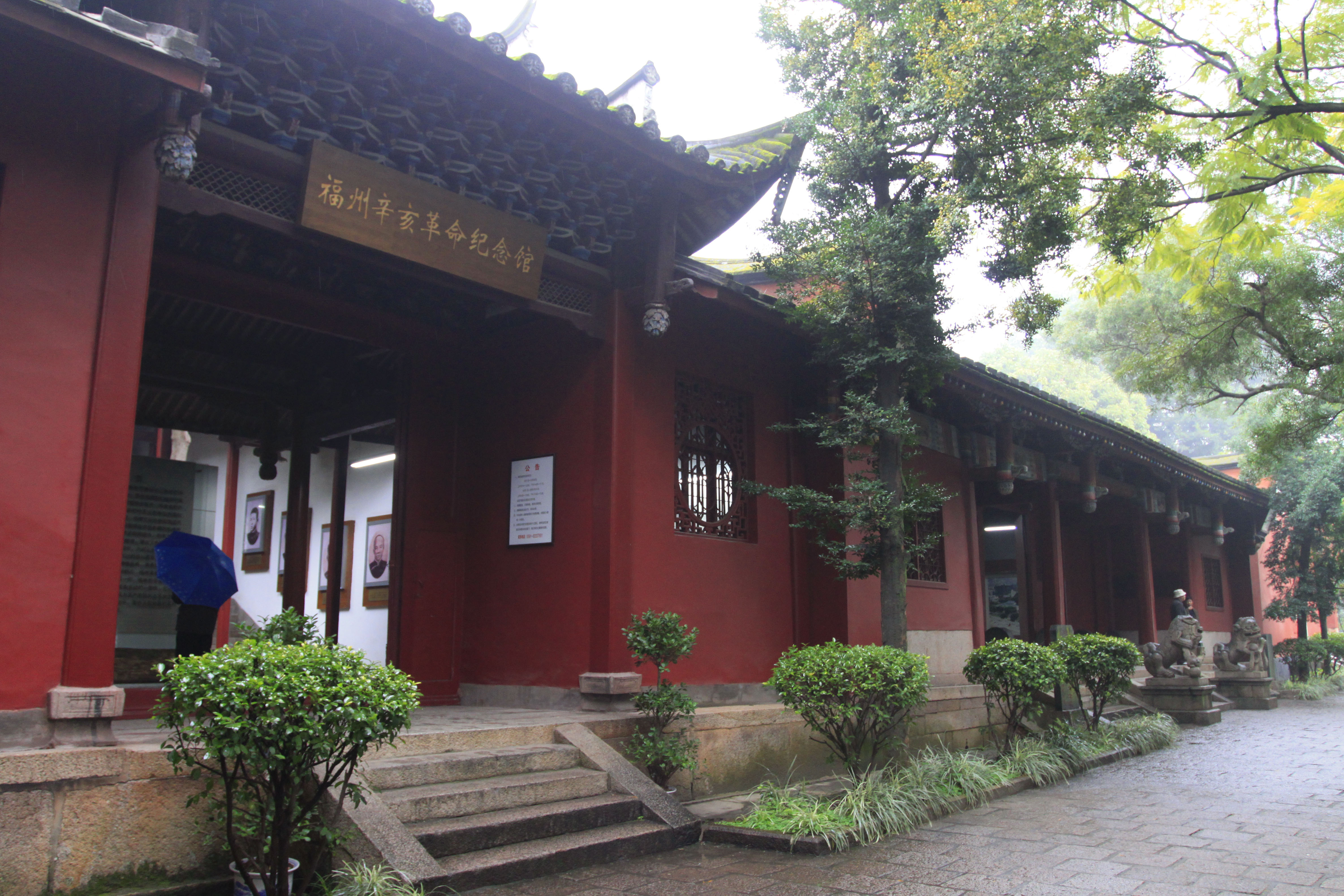
于山大士殿，福州市博物馆旧址和辛亥革命纪念馆所在地。
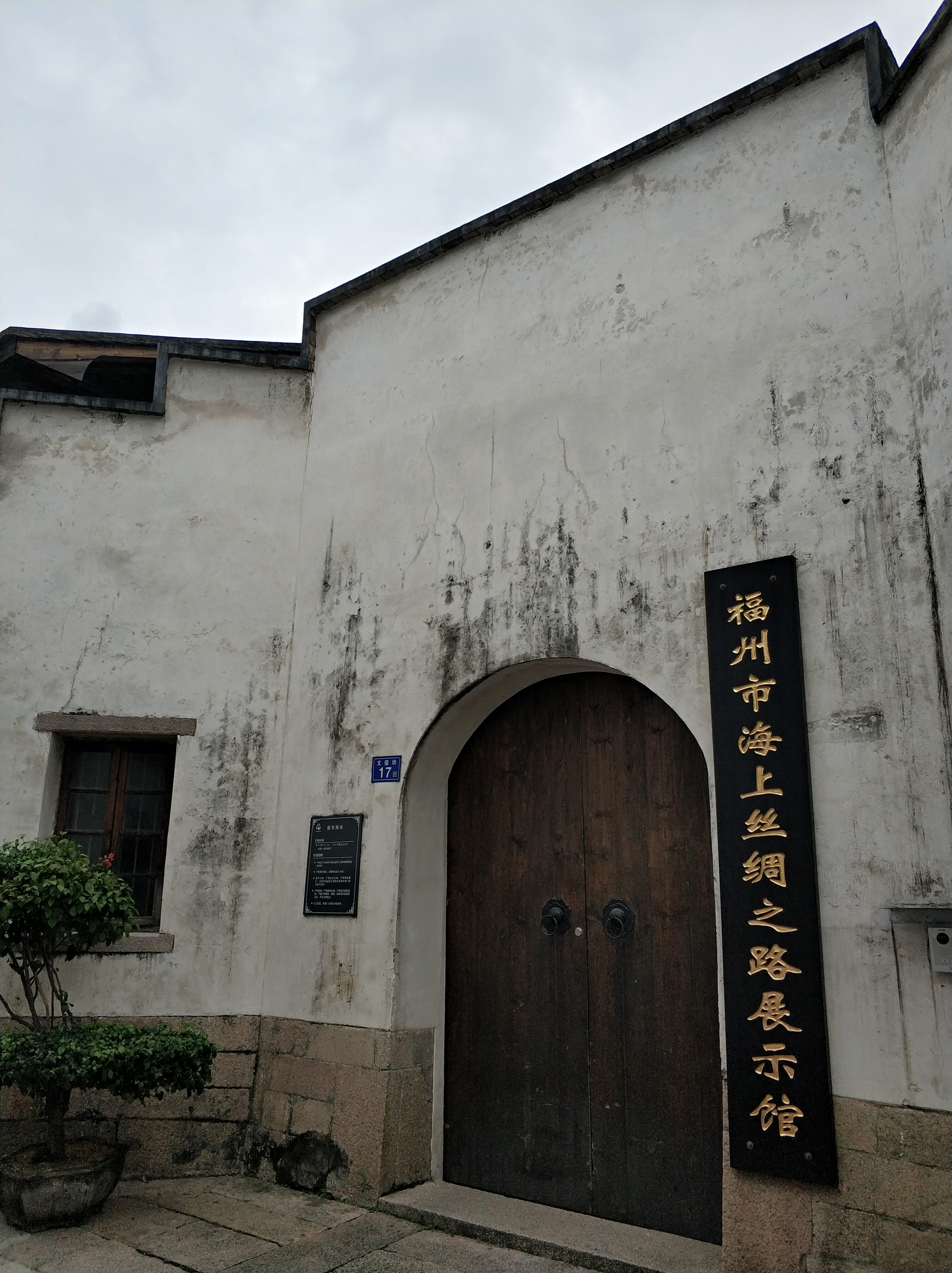
文儒坊尤氏民居，福州海上丝绸之路展示馆设置于此。